# Не торкайся
«[Не] торкайся» (рум. Nu ma atinge-ma) — драматичний фільм спільного виробництва Румунії, Німеччини, Чехії, Болгарії та Франції 2018 року, поставлений румунською режисеркою Адіною Пінтіліє. Світова прем'єра стрічки відбулася 22 лютого 2018 року на 68-му Берлінському міжнародному кінофестивалі, де вона брала участь у головній конкурсній програмі та здобула головний приз — «Золотий ведмідь» і приз за найкращий дебютний повнометражний художній фільм.

## Сюжет
Фільм розповідає історії трьох людей, які однаково нездатні доторкнутися один до одного і через жагу інтимності працюють над тим, щоб подолати старі стереотипи, механізми захисту і табу, «перерізати пуповину» і, нарешті, бути вільними.
50-річна англійка Лора протягом багатьох років працює на одній і тій самій фабриці з виготовлення манекенів. Вона підглядає за інтимним життям інших людей, в той час як сама не терпить чужих дотиків. Вона намагається налагодити своє сексуальне життя та платить молодии хлопцям за викликом, щоб доторкнутися до них, створюючи ілюзію близькості. Досвід з повією для Лори виявляється невдалим, і вона вирішує звернутися до транссексуального секс-терапевта.

Тудор — актор, який заробляє на життя масажем. Він хоче жінку, яка відкидає його спроби контакту. Він переслідує її, знаходячи компенсаційні способи доторкнутися до неї через предмети та місця, яких вона торкалася.

Крістіан, також актор, який бере участь в дисфункційних відносинах, що пов'язано з його нездатністю до дотику.

## У ролях
| • Лора Бенсон       | … | Лаура             |
| • Томас Лемаркус    | … | Тудор             |
| • Крістіан Баєрлейн | … | Крістіан          |
| • Дірк Ланге        | … | Раду              |
| • Германн Мюллер    | … | Пауль             |
| • Ірмена Чичикова   | … | Мона              |
| • Ґріт Улеманн      | … | Гріт              |
| • Сеані Лав         | … | Сеані Лав         |
| • Райнер Стеффен    | … | Стефан            |
| • Георгій Налджиєв  | … | чоловік з ескорту |

## Знімальна група
- Автор сценарію — Адіна Пінтіліє
- Режисер-постановник — Адіна Пінтіліє
- Продюсери — Філіпп Авріл, Б'янка Оана, Адіна Пінтіліє
- Лінійний продюсер — Б'янка Оана
- Асоційовані продюсер — Карстен Франк, Енн Гранж
- Співпродюсери — Мартішка Божилова, Бенні Дрегсель, Альжбета Караскова, Якуб Пинкава, Радован Сібрт
- Оператор — Георг Чипер-Ліллемарк
- Композитор — Іво Паунов
- Монтаж — Адіна Пінтіліє
- Художник-постановник — Адріан Кристеа
- Художник з костюмів — Марія Пітеа

## Нагороди та номінації
У серпні 2018 року фільм було відібрано до «довгого списку» номінантів на премію Європейської кіноакадемії 2018 року.
| Список нагород та номінацій           | Список нагород та номінацій | Список нагород та номінацій                | Список нагород та номінацій | Список нагород та номінацій | Список нагород та номінацій |
| Кінофестиваль/Кінопремія              | Рік                         | Категорія                                  | Номінант(и)                 | Результат                   | Дж                          |
| ------------------------------------- | --------------------------- | ------------------------------------------ | --------------------------- | --------------------------- | --------------------------- |
| Берлінський міжнародний кінофестиваль | 2018                        | Золотий ведмідь                            | Не торкайся                 | Перемога                    | [ 6 ]                       |
| Берлінський міжнародний кінофестиваль | 2018                        | Премія «Тедді»                             | Не торкайся                 | Номінація                   | [ 10 ]                      |
| Європейський кіноприз                 | 15.12.2018                  | Приз ФІПРЕССІ — Європейське відкриття року | Не торкайся                 | Номінація                   | [ 11 ]                      |